# Autostrada della Fratellanza e dell'Unità
L'autostrada della Fratellanza e dell'Unità (in croato autocesta "Bratstvo i jedinstvo"; in macedone Автопат „Братство и единство“?; in sloveno Cesta bratstva in enotnosti o Avtocesta bratstva in enotnosti, in serbo Аутопут "Братство и јединство"?, autoput "Bratstvo i jedinstvo") era la principale autostrada della Jugoslavia. Aveva inizio presso Jesenice (all'uscita del traforo delle Caravanche), al confine con l'Austria, e dopo aver attraversato le principali città dello Stato quali Lubiana, Zagabria, Belgrado, Niš e Skopje, terminava a Gevgelija, al confine con la Grecia, dopo un percorso di 1182 km.
Pesantemente danneggiata in più tratti durante le guerre degli anni '90, l'autostrada oggi è nuovamente percorribile ed è parte delle reti autostradali di Slovenia, Croazia, Serbia e Macedonia del Nord.

## Storia

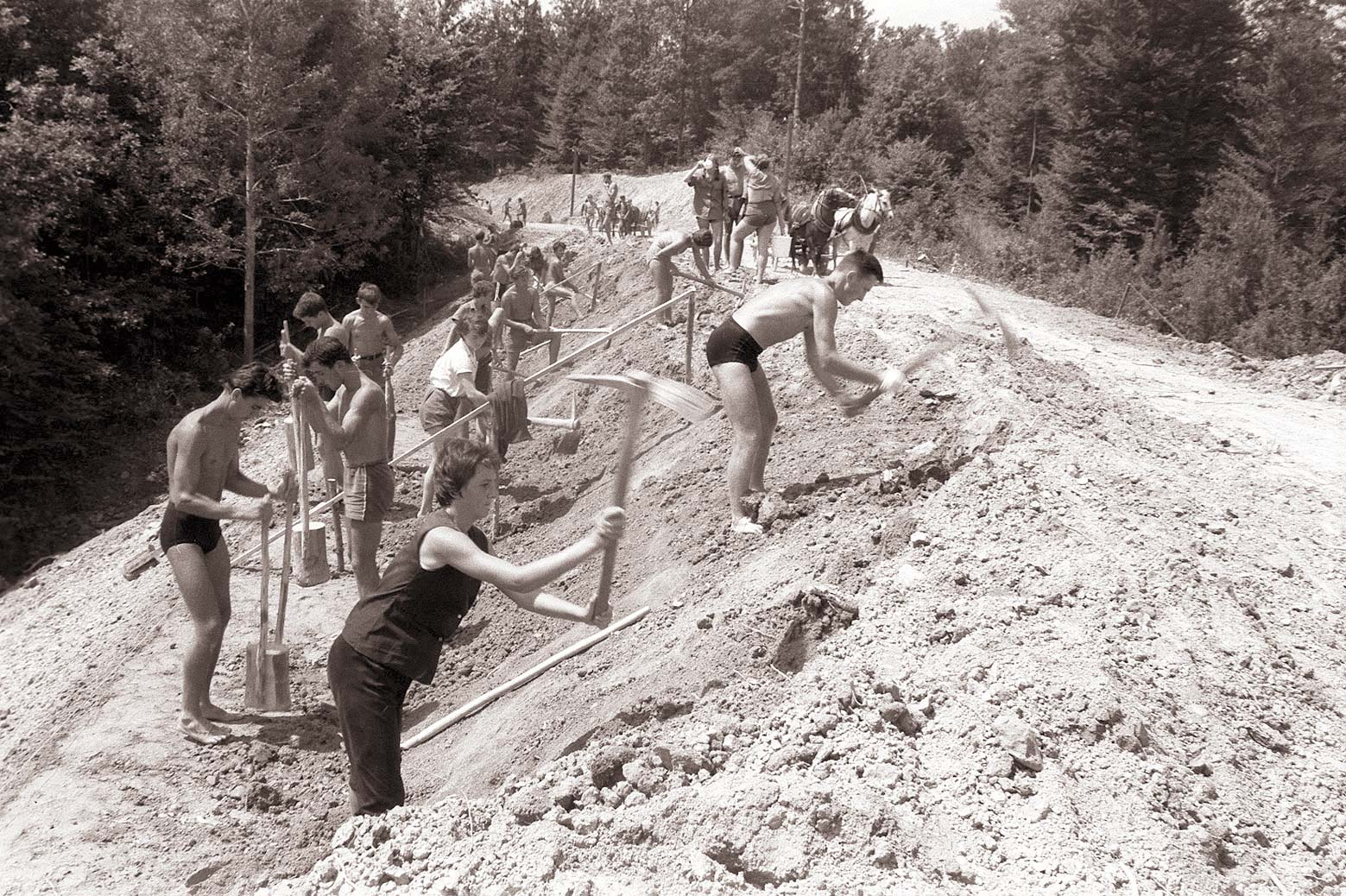
Anni '60: i lavori di costruzione nel tratto sloveno

La costruzione della strada iniziò subito dopo la Seconda guerra mondiale per volere di Tito, che intendeva collegare velocemente le repubbliche costituenti della Jugoslavia e contemporaneamente tenere aperto un collegamento con l'Europa Occidentale, in particolare alla Germania federale, qualora i rapporti con l'Unione Sovietica si fossero deteriorati.
Per il fatto che l'autostrada attraversava l'intero Paese da nord a sud attraversando quattro repubbliche e lambendo per parte del suo percorso una quinta venne chiamata con il motto della Lega dei Comunisti di Jugoslavia, ovvero della "fratellanza e unità".
Il percorso originario è stato realizzato a tratti, con caratteristiche più simili a quelle di una strada ordinaria rispetto a quelle di un'autostrada (carreggiata unica, una sola corsia per senso di marcia): tra il 1947 e il 1950 venne costruito il tratto di 400 km tra Belgrado a Zagabria, mentre il tratto tra Zagabria e Lubiana, di circa 140 km, venne realizzato nel tempo record di 6 mesi e inaugurato nel novembre 1958 (con una settimana di anticipo rispetto a quanto previsto); alla realizzazione di questi due tratti partecipò una larga schiera di giovani volontari, la cui opera venne notevolmente celebrata dalla propaganda jugoslava. Infine, durante la prima metà degli anni '60 vennero completati i tratti alle estremità: il tratto alpino a nord, tra Lubiana e Jesenice in direzione del confine austriaco e il tratto meridionale, che da Belgrado attraversava la Repubblica federativa di Macedonia per giungere al confine greco. Il successo dell'autostrada fu immediato, tant'è che ben presto risultò inadeguata rispetto al volume di traffico che doveva sostenere: oltre al traffico pesante, doveva infatti sostenere durante i periodi estivi il traffico dei gastarbeiter (lavoratori-ospiti) tedeschi di ritorno in Turchia, oltre alla presenza di turisti tedeschi e austriaci che villeggiavano lungo la costa jugoslava; ciò rese la strada teatro di numerosi incidenti mortali che la resero una delle arterie più pericolose d'Europa. Si rese quindi necessario l'ampliamento della strada, processo iniziato già prima della dissoluzione della Jugoslavia; nel 1991, infatti, i tratti tra Kranj e Lubiana in Slovenia, Zagabria e Slavonski Brod in Croazia e tra Sremska Mitrovica e Leskovac in Serbia avevano visto terminati i lavori di raddoppio. Nel giugno 1991, con l'apertura del traforo delle Caravanche, l'autostrada si collegò all'autostrada austriaca A11, ma meno di un mese dopo, durante la Guerra dei dieci giorni, la Slovenia ottenne l'indipendenza dal resto della federazione, che piombò nella guerra civile. Durante le guerre jugoslave, l'autostrada subì pesanti bombardamenti in più tratti.

## Il percorso oggi

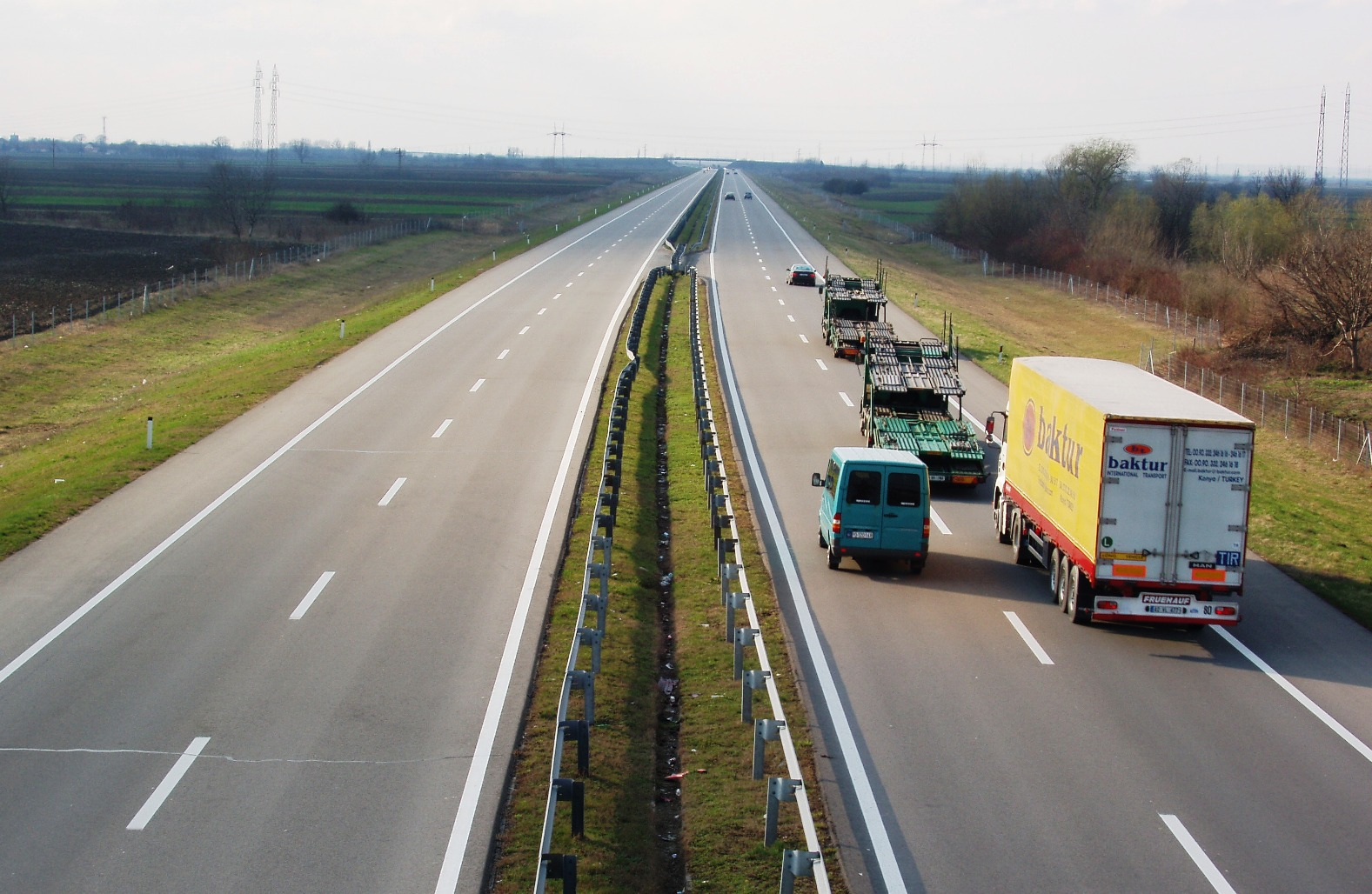
L'autostrada oggi nei pressi di Sremska Mitrovica.

L'autostrada è stata ricostruita in più tratti dopo la guerra e attualmente è percorribile in tutta la sua interezza, anche se non costituisce più un itinerario unico, essendo divisa fra le reti autostradali di Slovenia, Croazia, Serbia e Macedonia del nord. Solamente nel maggio 2019, con la costruzione dell'ultimo tratto di 32 km nel sud della Serbia, è interamente percorribile con standard autostradali (due corsie per senso di marcia separate da uno spartitraffico). Il suo percorso è intersecato dalle tre strade europee: la E61, tra il traforo delle Caravanche e Lubiana, la E70, tra Lubiana e Belgrado e la E75 tra Belgrado e Gevgelja. L'autostrada inoltre costituisce la parte centrale del Corridoio paneuropeo X.

### Slovenia
- Traforo delle Caravanche
- Autostrada A2

### Croazia
- Autostrada A3

### Serbia
- Autostrada A3
- Autostrada A1

### Macedonia del Nord
- Autostrada A1

## Filmografia
- The long road through the Balkan history: docu-film del 2011 diretto da Zeljko Mirkovic con protagonisti gli scrittori MIljenko Jergovic e Marko Vidojkovic, i quali alla guida di una vecchia Yugo ripercorrono l'autostrada della Fratellanza e dell'Unità riflettendo sul passato, presente e futuro della penisola balcanica[2].